# ラブ・ポーション
ラブ・ポーションは、1983年11月にメジャー・デビューした日本のガールズバンド。1986年に解散。

## 概要
1977年、ボーカルの笠井則江、ギター・コーラスの中村貴子ら京都府出身の中学校同窓生5人が女性カントリー・バンド「San Antonio Lady's」を結成。当初はインディーズで活動。1983年に宇崎竜童から新バンド名「ラブ・ポーション」を寄贈されバンド名を改名。1983年11月にシングル「胸いっぱいのフォトグラフ」でEPIC・ソニーよりメジャー・デビューを果たした。メジャー・デビュー当初は、カントリー調の曲が多い。1stアルバム「ZEPHYR ～西風の乙女～」では、テネシーワルツをカバーしている。1986年7月に大阪万博ホールで行われたコンサートを最後に解散。

## 作品

### シングル
- 胸いっぱいのフォトグラフ（作詞：大津あきら、作曲：鈴木キサブロー） / さよなら MY LOVE（1983年11月、EP:07･5H-180）
- 愛をゆずらないで（作詞：大津あきら、作曲：鈴木キサブロー） / おやすみロンググッドバイ（1984年5月、EP:07･5H-199）
- 緑の恋がもえた頃（作詞：岩里祐穂、作曲：岩里未央、グリーンエキスポ'85イメージソング） / タワーサイド・ランデブー（1984年11月21日、EP:07･5H-223）
- ちぎれたハートをつくろいもせずに（作詞：門谷憲二、作曲：井上大輔、『ママ、大変だァ!』主題歌、本人達も出演） / あとかたもなくレィディ（1985年6月21日、EP:07･5H-245）
- お嬢様はお辛（から）いのがお好き（作詞：門谷憲二、作曲：和泉常寛） / キラリ、恋めいて Say Good-bye（1985年12月21日、EP:07･5H-272）
- センチメンタル Boys & Girls（作詞：湯川れい子、作曲：筒美京平） / ペイパー･ムーンは涙色（1986年5月21日、EP:07･5H-299）

### アルバム
- ZEPHYR 〜西風の乙女〜（1984年7月21日、LP：28･3H-138 / 2009年CD：DYCL-90）
  1. 胸いっぱいのフォトグラフ
  2. おやすみロンググッドバイ
  3. 君は Cherry Sweet
  4. さよなら My Love
  5. いつかもうすぐ 〜Someday Soon〜※浜田省吾のカバー
  6. Tennessee Waltz
  7. Good-bye Railroad（LPではここからB面）
  8. 卒業 Don't Look Back
  9. 愛をゆずらないで
  10. September Heart
  11. やさしさの痛み

※2009年のCD化ではボーナス・トラックとして、「緑の恋が萌えた頃」「タワーサイド・ランデブー」が追加収録されている。

- ナイチンゲールになれなくて…（1986年1月22日、LP：28･3H-205、CD：32･8H-57 / 1992年12月12日再発CD：ESCB-1378）
  1. お嬢様はお辛いのがお好き
  2. ペーヴメントで I love you
  3. アバンチュール…したい!
  4. ミツバチのささやき
  5. ちぎれたハートをつくろいもせずに
  6. ナイチンゲール（LPではここからB面）
  7. Goin' back to 小さな部屋
  8. Dancing' on the heaven
  9. キラリ、恋めいてSay Good-bye
  10. ラスト･ビギニング